# Ekvipagemestervej
Ekvipagemestervej er en vej beliggende på Dokøen i København. Vejen udspringer fra Fabrikmestervej og er opkaldt efter ekvipagemesteren, der på Flådens værft var ansvarlig for skibenes udrustning.

## Historie
Vejen blev anlagt i 1996 og forbinder de tre øer, der tidligere udgjorde Dokøen. På den midterste ø langs vejen ligger Operaen, der blev opført som en del af Københavns moderne kulturlandskab. På den sidste ø ligger den nyanlagte Operaparken.